# Скалета Дзанклеа
Скалѐта Дзанклѐа (на италиански: Scaletta Zanclea; на сицилиански: Scaletta, Скалета) е морско курортно село и община в Южна Италия, провинция Месина, автономен регион и остров Сицилия. Разположено е на брега на Йонийско море, на месинския пролив. Населението на общината е 2272 души (към 2011 г.).